# Kozlows heggenmus
De Kozlows heggenmus (Prunella koslowi) is een zangvogel uit de familie van heggenmussen (Prunellidae).

## Verspreiding en leefgebied
Deze soort komt voor in de bergen van Mongolië en direct aangrenzend noordelijk China (Ningxia) en in steppevlakten en woestijnen in Azië.